# 552 до н. е.

## Події

### Китай
- 21-й рік за ерою правління луського князя Сян-гуна.
- В 1 місяці луський гун прибув в Цзінь для аудієнції, подякувавши за приєднання до Лу частини Чжу, влітку повернувся додому.
- В 1 місяці чжуський сановник Шу-ци втік з Чжу, приїхавши спершу в місто Ци, потім в місто Люй-цю (обидва міста в Лу).